# Collegium Civitas
O Collegium Civitas é uma Escola Superior em Varsóvia, Polónia. A universidade é formalmente o direito de conceder graus de MA e BA  em Relações Internacionais, Ciências Políticas e Sociologia. Recentemente, também recebeu o direito de conceder graus de doutoramento em Sociologia.

## História
O Collegium Civitas fundado em 1997sob os auspícios de cinco institutos da Academia das Ciências da Polónia e baseou-se extensivamente sobre as tradições de ensino e pesquisa  dessas instituições de renome. É aberto a novas invenções no ensino superior: abordagens interdisciplinares, as relações professor-aluno mais estreitas, programas de estudo no exterior, estágios e supervisão de projetos de pesquisa de estudante individual.  O Collegium é especializado em humanidades, tendo na oferta cursos de sociologia, ciência política e relações internacionais, quer ao nível da licienciatura, quer do mestrado.

## Localização
O Collegium Civitas é localizado no centro de Varsóvia, no Palácio da Cultura e Ciência.

## Programas em inglês
O Collegium Civitas oferece os seguintes programas em inglês:
- 3-year BA in International Relations
- 3-year BA in Political Science
- 2-year MA in International Relations
- 2-year MA in Political Science
- 3-year BA in American Studies
- PhD in Sociology

## Programas em polaco
- 3-year BA in International Relations
- 3-year BA in Political Science
- 3-year BA in Sociology
- 2-year MA in International Relations
- 2-year MA in Political Science
- 2-year MA in Sociology
- PhD in Sociology
- 4-year PhD in International Relations (offered jointly by Collegium Civitas and the Institute of Political Studies at the Polish Academy of Sciences)
- 4-year PhD in Slavonic languages and literature (offered jointly by Collegium Civitas and the Institute of Slavonic Languages at the Polish Academy of Sciences)